# Aelurillus helvenacius
Aelurillus helvenacius är en spindelart som beskrevs av Dmitri Viktorovich Logunov 1993. Aelurillus helvenacius ingår i släktet Aelurillus och familjen hoppspindlar. Inga underarter finns listade i Catalogue of Life.